# Gyllir
Gyllir (norrønt for "gylden") er en hest i nordisk mytologi, som bliver nævnt i både Grímnismál og Gylfaginning som en af de hingste, som aserne rider på hver dag, når drager til Yggdrasil for at dømme ting. I ingen af stanzaerne bliver ejerskabet af hesten tilskrevet til en bestemt gud, som det er tilfældet med bl.a. Sleipner og Frejfaxe.